# ...Baby One More Time Tour
Il ...Baby One More Time Tour  è il primo tour della cantante statunitense Britney Spears a supporto del suo album di debutto ...Baby One More Time. Il tour ha avuto luogo solo in Nord America e in Canada.

## Scaletta
Il tour è iniziato il 28 giugno 1999 a Pompano Beach; la scaletta comprendeva solo le canzoni del suo album di debutto.
Scaletta
1. School Roll Call (Performance Introduction)
2. (You Drive Me) Crazy
3. Soda Pop
4. Born to Make You Happy
5. From the Bottom of My Broken Heart
6. Vogue (Cover di Madonna, Dance Interlude)
7. 80's Medley:
  1. Material Girl (Cover di Madonna)
  2. Black Cat (Cover di Janet Jackson)
  3. Nasty (Cover di Janet Jackson)
8. The Beat Goes On
9. Meet the Dancers (Dance Interlude)
10. I Will Be There
11. Open Arms (Cover dei Journey)
12. Sometimes
13. ...Baby One More Time

## Date
| Data              | Città          | Paese       | Arena                                      |
| ----------------- | -------------- | ----------- | ------------------------------------------ |
| Nord America      |                |             |                                            |
| 28 giugno 1999    | Pompano Beach  | Stati Uniti | Pompano Beach Amphitheatre                 |
| 29 giugno 1999    | Tampa          | Stati Uniti | USF Sun Dome                               |
| 1º luglio 1999    | Atlanta        | Stati Uniti | Atlanta Civic Center                       |
| 2 luglio 1999     | Myrtle Beach   | Stati Uniti | House of Blues                             |
| 3 luglio 1999     | Doswell        | Stati Uniti | Kings Dominion Theater                     |
| 5 luglio 1999     | Rome           | Stati Uniti | Griffiss Air Force Base                    |
| 6 luglio 1999     | Washington     | Stati Uniti | DAR Constitution Hall                      |
| 7 luglio 1999     | New York       | Stati Uniti | Hammerstein Ballroom                       |
| 8 luglio 1999     | Hershey        | Stati Uniti | Star Pavilion                              |
| 9 luglio 1999     | Scranton       | Stati Uniti | Montage Mountain Amphitheater              |
| 10 luglio 1999    | Darien         | Stati Uniti | Darien Lake Performing Arts Center         |
| 11 luglio 1999    | Schenectady    | Stati Uniti | Proctor's Theatre                          |
| 13 luglio 1999    | Hamilton       | Canada      | Copps Coliseum                             |
| 14 luglio 1999    | Toronto        | Canada      | Molson Amphitheatre                        |
| 16 luglio 1999    | Ottawa         | Canada      | WordPerfect Theatre at Corel Centre        |
| 17 luglio 1999    | Montréal       | Canada      | Molson Centre                              |
| 20 luglio 1999    | Winnipeg       | Canada      | Centennial Concert Hall                    |
| 21 luglio 1999    | Saskatoon      | Canada      | Saskatchewan Place                         |
| 22 luglio 1999    | Edmonton       | Canada      | Skyreach Centre                            |
| 23 luglio 1999    | Calgary        | Canada      | Canadian Airlines Saddledome               |
| 25 luglio 1999    | Vancouver      | Canada      | GM Place                                   |
| 26 luglio 1999    | Seattle        | Stati Uniti | Seattle Center Arena                       |
| 27 luglio 1999    | Hillsboro      | Stati Uniti | Washington County Fair                     |
| 29 luglio 1999    | Oakland        | Stati Uniti | Paramount Theatre                          |
| 30 luglio 1999    | Paso Robles    | Stati Uniti | California Mid-State Fair                  |
| 31 luglio 1999    | Universal City | Stati Uniti | Universal Amphitheatre                     |
| 3 agosto 1999     | Brighton       | Stati Uniti | Adams County Regional Park and Fairgrounds |
| 4 agosto 1999     | Denver         | Stati Uniti | Paramount Theatre                          |
| 6 agosto 1999     | Arlington      | Stati Uniti | AT&T Music Mill Amphitheater               |
| 7 agosto 1999     | Houston        | Stati Uniti | Aerial Theater                             |
| 8 agosto 1999     | New Orleans    | Stati Uniti | Lakefront Arena                            |
| 10 agosto 1999    | Memphis        | Stati Uniti | Mud IslandAmphitheater                     |
| 11 agosto 1999    | Nashville      | Stati Uniti | Grand Ole Opry House                       |
| 13 agosto 1999    | Eureka         | Stati Uniti | Old Glory Amphitheater                     |
| 14 agosto 1999    | Omaha          | Stati Uniti | Douglas County Fair                        |
| 15 agosto 1999    | Sioux Falls    | Stati Uniti | Sioux Empire Fair                          |
| 17 agosto 1999    | Rosemont       | Stati Uniti | Rosemont Theatre                           |
| 18 agosto 1999    | Columbus       | Stati Uniti | Veterans Memorial Auditorium               |
| 19 agosto 1999    | Lewisburg      | Stati Uniti | State Fair of West Virginia                |
| 20 agosto 1999    | Adrian         | Stati Uniti | Lenawee County Fair                        |
| 21 agosto 1999    | Orlando        | Stati Uniti | Hard Rock Live                             |
| 25 agosto 1999    | Indianapolis   | Stati Uniti | Murat Centre                               |
| 26 agosto 1999    | Cleveland      | Stati Uniti | Nautica Stage                              |
| 27 agosto 1999    | Mason          | Stati Uniti | Timberwolf Amphitheatre                    |
| 29 agosto 1999    | Upper Darby    | Stati Uniti | Tower Theatre                              |
| 30 agosto 1999    | Essex Junction | Stati Uniti | Champlain Valley Exposition                |
| 1º settembre 1999 | Boston         | Stati Uniti | FleetBoston Pavilion                       |
| 2 settembre 1999  | Syracuse       | Stati Uniti | Empire Expo Center                         |
| 3 settembre 1999  | Wallingford    | Stati Uniti | Chevrolet Theatre                          |
| 5 settembre 1999  | Allentown      | Stati Uniti | Great Allentown Fair                       |
| 10 settembre 1999 | Salt Lake City | Stati Uniti | Utah State Fair                            |
| 11 settembre 1999 | Hutchinson     | Stati Uniti | Kansas State Fair                          |
| 12 settembre 1999 | Detroit        | Stati Uniti | State Theatre                              |
| 14 settembre 1999 | Allegan        | Stati Uniti | Allegan County Fair                        |
| 15 settembre 1999 | York           | Stati Uniti | York Interstate Fair                       |

1. ↑  Questo concerto fa parte del Woodstock 1999.